# Gordena
Gordena è una frazione del comune di Mongiardino Ligure in provincia di Alessandria, si trova nel fondovalle della val Gordenella, non è direttamente raggiungibile dal comune di Mongiardino Ligure ma è raggiungibile direttamente solo da Cabella Ligure o da Dova Superiore.
Parte dei Feudi Imperiali, dipendente dalle famiglie genovesi della Pietra, poi degli Spinola, Adorno e infine Botta Adorno dato che era dipendenza dei feudatari del Castello della Pietra di Vobbia (GE).
Con l'arrivo di Napoleone e la soppressione dei Feudi Imperiali nel 1797 seguì le sorti della val Borbera.
Dal 1797 è frazione di Mongiardino Ligure anche se è direttamente raggiungibile solo da Cabella Ligure.
Da Gordena sono visibili la Cima dell'Erta (1.020 m), Monte Castello (1.092 m) a sud e il Valico di San Fermo (1.129 m) a sud-est, il monte Bossola (1.137 m) a nord-ovest e la Costa di Dova (1.258 m) a est.

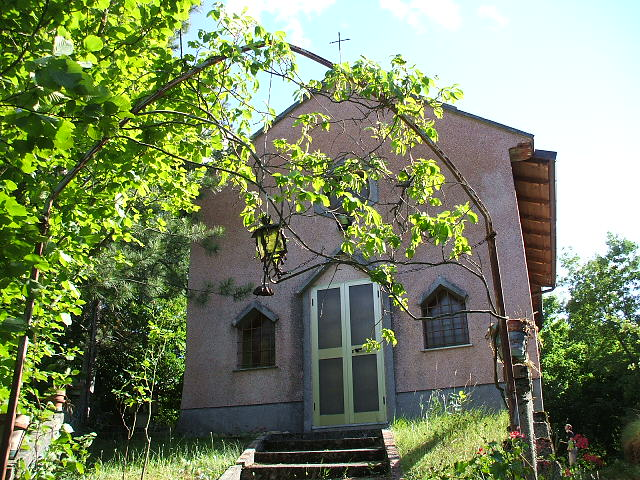
La chiesa di Gordena

## Distanze
21 km Mongiardino Ligure
7 km Cabella Ligure